# Trissolcus basalis
Trissolcus basalis är en stekelart som först beskrevs av Thomas Vernon Wollaston 1858.  Trissolcus basalis ingår i släktet Trissolcus och familjen Scelionidae. Inga underarter finns listade i Catalogue of Life.